# Orthostichopsis latifolia
Orthostichopsis latifolia är en bladmossart som beskrevs av Aloysio Sehnem 1972. Orthostichopsis latifolia ingår i släktet Orthostichopsis och familjen Pterobryaceae. Inga underarter finns listade i Catalogue of Life.